# Polonaise fis-Moll
Die Polonaise fis-Moll op. 44 von Frédéric Chopin entstand im Jahr 1841. Der polnische Komponist widmete das Werk einer Schwester der mit ihm befreundeten Sängerin Delfina Potocka. Das Werk entstand in der mittleren Schaffensperiode des Komponisten. Sie ist die zwölfte seiner 17 Polonaisen und die fünfte mit einer Opuszahl versehene Komposition dieser Gattung. Mit etwa elf Minuten Aufführungsdauer gehört sie zu den längeren Polonaisen Chopins.

## Der vierteilige Aufbau

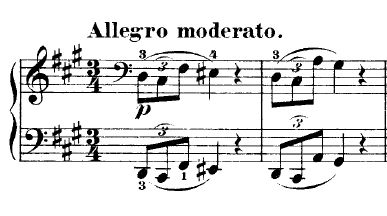
Beginn der Polonaise fis-Moll

Die Polonaise fis-Moll ist ein großes, vierteiliges Klanggemälde. Die heroische Einleitung steigert sich vom verhaltenen piano zu doppelgriffigen Oktaven im fortissimo. Unmittelbar darauf folgt das Hauptthema (A-Thema), dessen Verlauf bis in die viergestrichene Oktave reicht. Die donnernden Oktaven in forte sind hier kein schmückendes Beiwerk, sondern bedeutendes Mittel der klanglichen Demonstration. Ein nachfolgendes b-Moll Thema (B-Thema) übernimmt den aufschwingenden Charakter des A-Themas. Beide Themen werden intensiviert wiederholt und erhalten durch eine resolute doppelte Punktierung einen nahezu aggressiven Charakter. Während der Wiederholung werden die Themen durch virtuoses Skalenwerk verziert.
Der zweite Teil der Polonaise beruht auf einem unisono Zweitaktmotiv. Unterbrochen wird die Szenerie nur durch einen kurzen Anklang des B-Themas.
Im dritten Großteil der Polonaise baut Chopin ein Trio di Mazurka ein. Das liedhafte A-Dur-Thema bestimmt diesen Teil, der in sich wiederholt wird. Terzen und Sexten skizzieren das bildhafte, typisch romantische Thema. Dieses wird von einem weiten Bassfundament getragen.
Der vierte Teil des Werkes stellt eine verkürzte Wiederholung des ersten Teiles dar. Hiermit wird der Kreis des Aufbaus geschlossen. Zum Abschluss folgt imposanten Oktavpassagen ein schlichtes ruhiges Thema, dem das A-Thema in der linken Hand im Bass verklingend gegenübergestellt ist.